# Somewhere Only We Know (莉莉·艾倫歌曲)
《Somewhere Only We Know》是英國女歌手莉莉·艾倫（Lily Allen）在2013年的單曲。這首歌曲的原唱為基音樂團（Keane），艾倫錄製了其翻唱版本作為英國約翰·路易斯百貨公司2013年聖誕廣告的背景音樂。此單曲在2013年11月10日於英國以數位下載的形式發佈，及後並登上了英國單曲榜的第一位，成為她第三首冠軍單曲。
部份收入將捐出至救助兒童會作為菲律賓颱風海燕風災的援助。

## 曲目
| 曲序 | 曲目                   | 时长 |
| ---- | ---------------------- | ---- |
| 1.   | Somewhere Only We Know | 3:28 |

## 音樂錄影帶
以John Lewis百貨公司聖誕廣告的製作幕後花絮作為音樂錄影帶。

## 排名及表現
《Somewhere Only We Know》在2013年11月24日登上了英國單曲榜的首位，成為她第三首的冠軍單曲，跟隨在2006年的《Smile》和2009年的《The Fear》的後面。